# مان راي

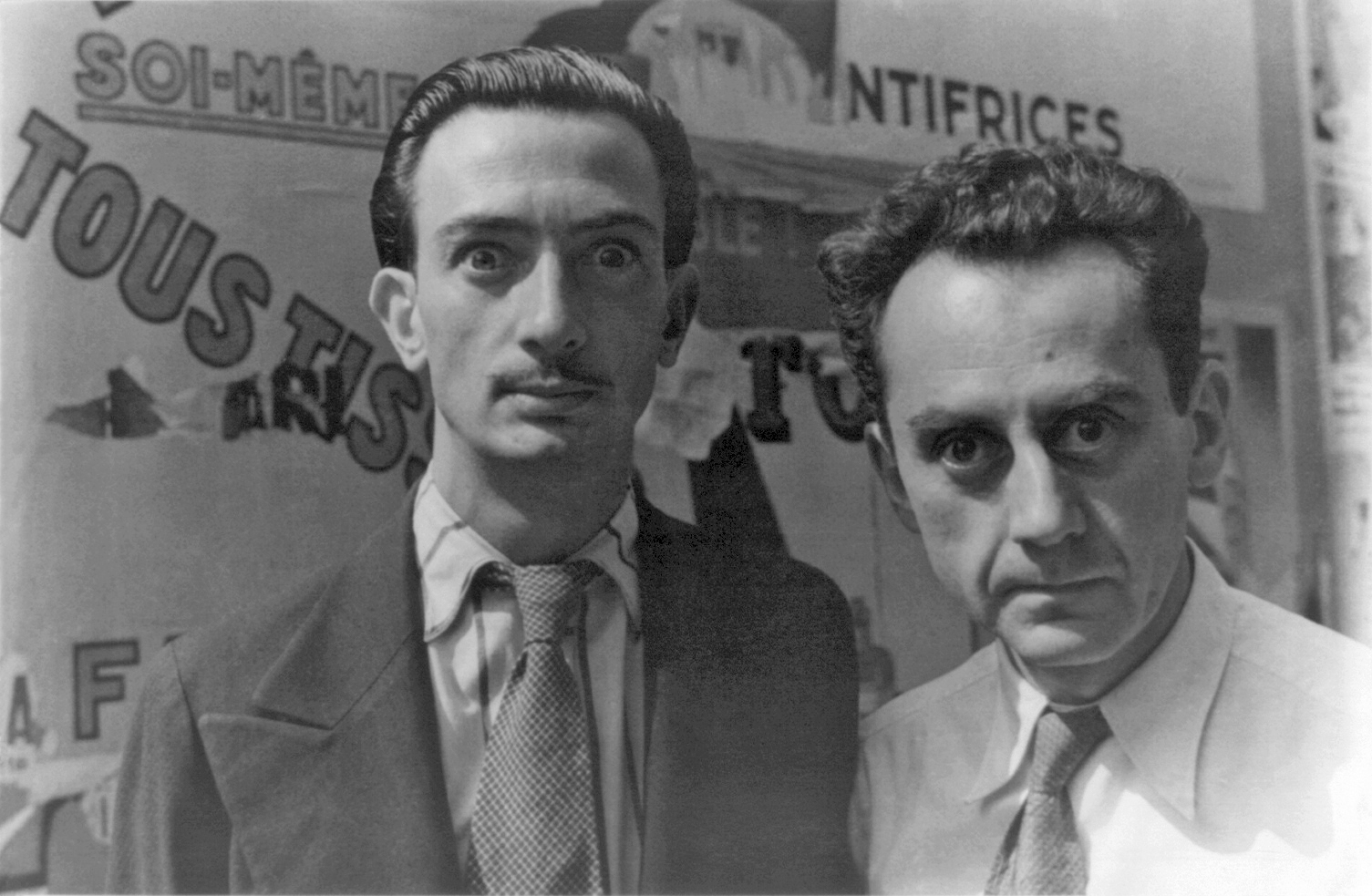
مان راي مع سلفادور دالي

مان راي (بالإنجليزية: Man Ray) (اسم الميلاد  إيمانويل رادنيتسكي 27 أغسطس عام 1890 م – 18 نوفمبر عام 1976 م) هو فنان أمريكي معاصر قضى معظم حياته المهنية في باريس، فرنسا. كانت لراي إسهامات كبيرة في حركتي الدادا والسيريالية بالرغم من أن ارتباطه بكل منهما كان بشكلٍ غير رسمي. قام راي بتقديم مجموعة متنوعة من الأعمال المرئية وبالرغم من هذا كله فهو يرى نفسه رسامًا. وقد اشتهر في عالم الفن كونه أحد فناني الطليعية، كما عُرف كمصور للأزياء وعارضات الأزياء. وأيضًا اشتهر راي بعمله مع المخططين الفوتوغرافيين (photogram) وقد أطلق عليه «رايوجرافس» رجوعًا إلى اسمه.
إن أعمال راي لم تحظ بتقديرٍ كبير أثناء حياته، باستثناء صوره الفوتوغرافية عن الأزياء وعارضاتها، وخصوصًا في وطنه الولايات المتحدة. وبالرغم من ذلك فإن سمعته ومكانته المرموقة قد نمت بشكلٍ مطرد منذ عقود.

## وصلات خارجية
- Works by Man Ray -- Official Licensing Archive. Searchable; over 1,000 photos
- Man Ray Trust
- Works by Man Ray in Europeana
- Biography of Man Ray at J. Paul Getty Museum
- London Transport Posters by Man Ray نسخة محفوظة 27 مارس 2013 على موقع واي باك مشين.
- Brief biography of Man Ray by the Biography Resource Center, Gale Group
- Collection of Man Ray short films
- Omnibus of Man Ray
- مان راي على موقع IMDb (الإنجليزية)
- مان راي على موقع الموسوعة البريطانية (الإنجليزية)
- مان راي على موقع روتن توميتوز (الإنجليزية)
- مان راي على موقع مونزينجر (الألمانية)
- مان راي على موقع ألو سيني (الفرنسية)
- مان راي على موقع ميوزك برينز (الإنجليزية)
- مان راي على موقع أول موفي (الإنجليزية)
- مان راي على موقع قاعدة بيانات الأفلام السويدية (السويدية)
- مان راي على موقع إن إن دي بي (الإنجليزية)
- مان راي على موقع ديسكوغز (الإنجليزية)
- Man Ray letters and album, 1922-1976. Research Library at the Getty Research Institute. Los Angeles, California.
- Man Ray exhibition at Museo del Banco de la República, Bogotá, Colombia
- Man Ray in the National Gallery of Australia's Kenneth Tyler collection